# Hyposidra alfuraria
Hyposidra alfuraria là một loài bướm đêm trong họ Geometridae.